# Gnomoniella tubiformis
Gnomoniella tubiformis är en svampart som först beskrevs av Tode, och fick sitt nu gällande namn av Pier Andrea Saccardo 1882. Gnomoniella tubiformis ingår i släktet Gnomoniella och familjen Gnomoniaceae.  Arten är reproducerande i Sverige. Inga underarter finns listade i Catalogue of Life.